# هوترز
هوترز (بالإنجليزية: Hooters)‏ هو العلامة التجارية المسجلة التي تستخدمها سلسلتان من المطاعم الأمريكية: "Hooters, Inc." التي يقع مقرها في كليرواتر، فلوريدا، و"Hooters of America, Inc." التي يقع مقرها في أتلانتا، جورجيا. وتملك هذه الأخيرة شركة الاستثمارات الخاصة "Nord Bay Capital" بالتعاون مع "TriArtisan Capital Advisor" كمستشار. يشير اسم "هوتيرز" إلى معنى مزدوج، فهو يشمل التعبير الأمريكي العامي الذي يرمز إلى ثدي النساء، بالإضافة إلى شعار الشركة الذي يتمثل في طائر البومة المعروف بصياحه.
يُعتبر طاقم الخدمة في مطاعم هوتيرز، والذي يُطلق عليه "فتيات هوترز"، أحد العناصر الأساسية في الصورة العامة للشركة، حيث يتم التركيز على الملابس الكاشفة والانجذاب الجنسي كجزء من هوية العلامة التجارية. إلى جانب ذلك، توظف الشركة رجالًا ونساءً في أدوار الطهي، والضيافة، وإدارة المطاعم. يقدم المطعم مجموعة متنوعة من الأطعمة تشمل البرغر، والسندويشات المتنوعة، والستيك، وأطباق المأكولات البحرية، والمقبلات، ويشتهر بأجنحة الدجاج. معظم فروع هوتيرز تمتلك تراخيص لبيع المشروبات الكحولية، مثل البيرة والنبيذ، وفي بعض المواقع تتوفر أيضًا خدمة البار الكامل. كما تبيع المطاعم منتجات تحمل العلامة التجارية مثل القمصان، والسترات، والهدايا التذكارية.
بحلول عام 2016، توسعت سلسلة هوتيرز لتضم أكثر من 430 فرعًا حول العالم، منها 160 فرعًا مملوكًا مباشرة من "Hooters of America LLC". في عام 2012، انتشرت فروع هوتيرز في 44 ولاية أمريكية، بالإضافة إلى جزر فيرجن الأمريكية، غوام، و28 دولة أخرى. كما قامت هوتيرز بتأسيس شركة طيران خاصة بها تُدعى "Hooters Air"، حيث تضمنت الرحلات الجوية طاقمًا تقليديًا إلى جانب مضيفات من "فتيات هوتيرز" يرتدين زيهم المميز ولكنها اغلقت في عام 2006.

## التاريخ
تأسست شركة Hooters Inc. في مدينة كليرواتر بولاية فلوريدا في الأول من أبريل 1983 على يد ستة رجال أعمال من كليرواتر: لين دي ستيوارت، جيل ديجيانانتونيو، إد دروست، بيلي رانييري، كين ويمر، ودينيس جونسون. اختار المؤسسون هذا التاريخ، الموافق ليوم كذبة أبريل، على سبيل المزاح، معتقدين أن مشروعهم سيفشل. تم بناء أول مطعم Hooters على موقع ملهى ليلي متداعٍ تم شراؤه بسعر منخفض. وكان الموقع معروفًا بالفشل التجاري لعدد من الأعمال السابقة، ما دفع المؤسسين إلى بناء "مقبرة" صغيرة أمام المدخل تُمثل كل الأعمال التي أغلقت قبلهم. افتُتح المطعم الأول في 4 أكتوبر 1983 في كليرواتر، وزُيّن بأغراض تذكارية من مدينة ويفرلي بولاية آيوا، مسقط رأس بعض المؤسسين.
في ديسمبر 1984، اشترى هيو كونيرتي حقوق سلسلة Hooters من المؤسسين الستة. ثم باع كونيرتي حقوقه لاحقًا إلى مجموعة من المستثمرين من أتلانتا بقيادة روبرت إتش بروكس (مشغلي Hooters of America Inc.). وفي عام 2002، اشترى بروكس الحصة الأكبر وأصبح رئيس مجلس الإدارة. احتفظت الشركة الأم في كليرواتر بإدارة المطاعم في منطقة خليج تامبا ومنطقة شيكاغو، وأحد الفروع في مانهاتن، بينما كانت الفروع الأخرى تحت إدارة Hooters of America التي منحت حقوق الامتياز لباقي الولايات المتحدة وللمواقع الدولية. تحت قيادة بروكس، توسعت سلسلة Hooters لتصل إلى أكثر من 425 فرعًا حول العالم. توفي بروكس في 15 يوليو 2006 في ميرتل بيتش بولاية ساوث كارولينا إثر نوبة قلبية. وفقًا لوصيته، تم توريث معظم أسهم Hooters of America إلى ابنه كوبي بروكس وابنته بوني بيل بروكس.
افتُتح فندق وكازينو Hooters في 2 فبراير 2006 بجوار شارع لاس فيغاس الشهير في باراديس بولاية نيفادا، بالقرب من فندق Tropicana، مقابل MGM Grand Las Vegas. وفي عام 2019، تم تغيير اسم الفندق إلى Oyo Hotel & Casino، بينما بقي مطعم Hooters في الموقع مفتوحًا.
كجزء من الاحتفال بالذكرى السنوية الخامسة والعشرين، أصدر "مجلة Hooters" قائمة بأبرز نجمات Hooters على مر الزمن، وكان من بينهن لين أوستن (أول فتاة Hooters)، والراحلة كيلي جو دود (والدة لاعبة الغولف داكودا دود)، وبوني-جيل لافلين، وليان تويدين، وهولي ماديسون.
بعد وفاة بروكس في 2006، أبدى 240 مشتريًا اهتمامهم بشراء Hooters of America Inc. وتم تقديم 17 عرضًا، تقلصت إلى ثمانية، ثم ثلاثة، قبل اختيار شركة Wellspring Capital Management. تمكنت Chanticleer Holdings LLC، التي كانت تملك حق حظر الصفقة بعد قرض بقيمة 5 ملايين دولار عام 2006، من منع البيع عبر خطاب رسمي في 1 ديسمبر 2010. ونتيجة لذلك، قامت Chanticleer ومستثمرون آخرون بشراء الشركة من عائلة بروكس.
وفي يناير 2011، أكملت Chanticleer ومستثمرون آخرون عملية شراء Hooters of America Inc. من عائلة بروكس.
بحلول يوليو 2013، كانت Hooters of America تملك 160 مطعمًا، وتدير أو تمنح حقوق امتياز لأكثر من 430 فرعًا.
في 1 يوليو 2019، تم بيع Hooters لشركتي Nord Bay Capital وTriArtisan Capital Advisors.
وفي يونيو 2024، أغلقت Hooters حوالي 40 فرعًا اعتُبرت غير مجدية اقتصاديًا، مشيرة إلى ارتفاع التكاليف وتراجع المبيعات كأسباب وراء القرار.

## فتيات هوترز
مظهر النادلات يُعتبر عنصرًا رئيسيًا في تسويق مطاعم هوتيرز. تُعرف "فتيات هوترز" بأنها النادلة التي تعمل في سلسلة مطاعم هوترز، ويمكن تمييزها من خلال زيّها المميز الذي يتكون من قميص بلا أكمام باللون الأبيض يحمل شعار "Hootie the Owl" واسم الموقع على الجزء الأمامي، إلى جانب شورت برتقالي قصير مصنوع من النايلون يُعرف باسم "دولفين". يتكون باقي الزي من حقيبة التذاكر البنية الخاصة بالمطعم (أو السوداء إذا كان الزي أسود)، وجوارب بنية فاتحة، وجوارب بيضاء فضفاضة، وأحذية بيضاء نظيفة. أما الرجال الذين يعملون في هوتيرز، فيرتدون قبعات هوتيرز، وقمصانًا قصيرة الأكمام، مع بنطلونات طويلة، شورتات برمودا، أو ملابس مناسبة أكثر للاستخدام في المطبخ.

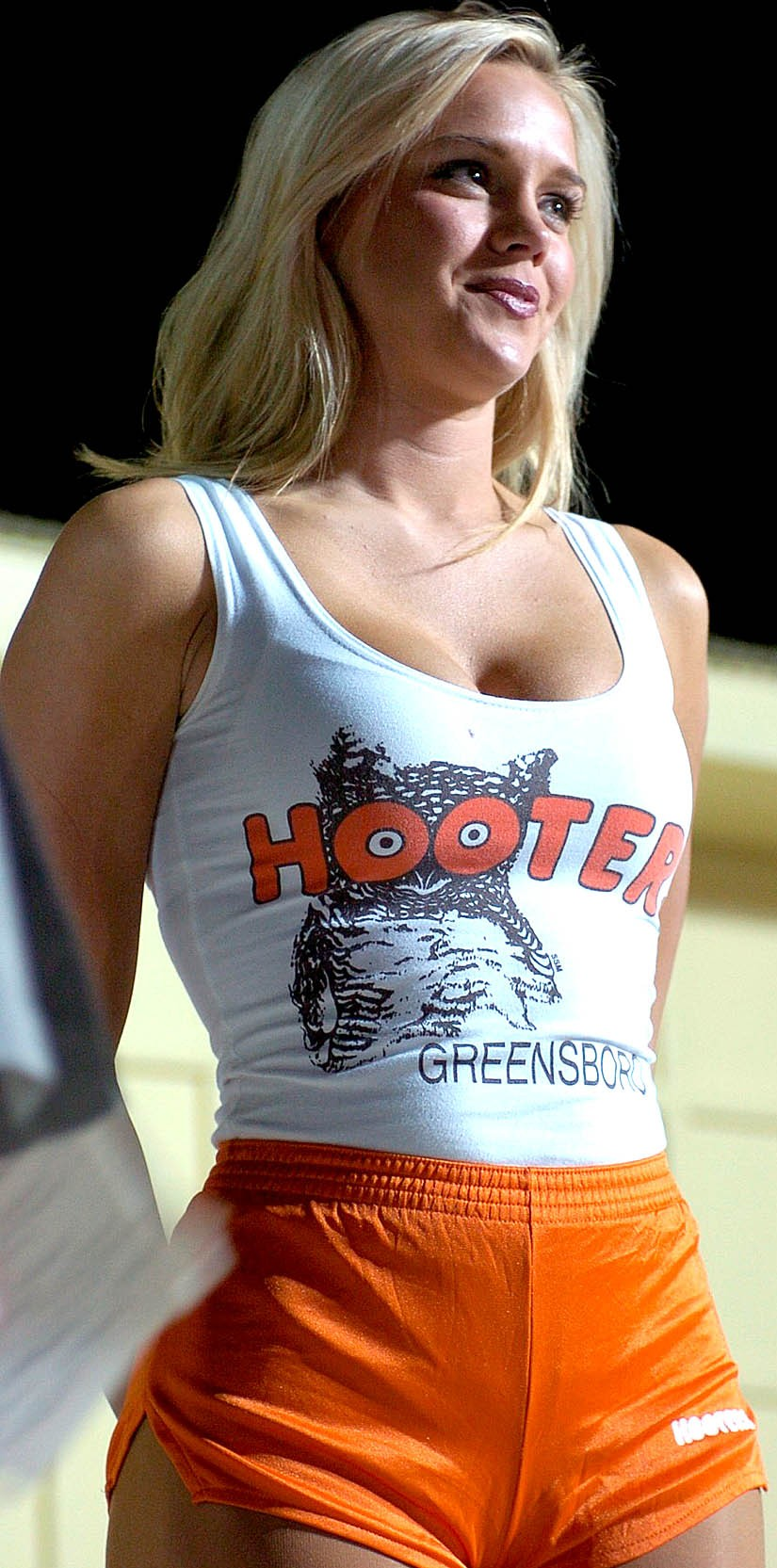

دليل موظفي هوترز يحتوي على متطلبات معينة للعاملين، وفقًا لإصدار قديم من الدليل (قبل أكتوبر 2006)، الذي نُشر على موقع The Smoking Gun. ينص الدليل على ما يلي:
"يمكن للزبائن الذهاب إلى العديد من الأماكن لتناول أجنحة الدجاج والبيرة، ولكن ما يجعل مفهومنا فريدًا هو فتيات هوترز. تقدم هوترز لزبائنها مظهر "مشجعة الفريق الأمريكية المثالية، وفتاة ركوب الأمواج، وجارة الحي المثالية."
يُطلب من الموظفات التوقيع على إقرار يتضمن الموافقة على البنود التالية:
- تتطلب واجبات عملي أن أرتدي الزي المعين لفتيات هوترز.
- تتطلب واجبات عملي أن أتفاعل مع الزبائن وأوفر لهم الترفيه.
- يعتمد مفهوم هوترز على الجاذبية الجنسية للإناث، وبيئة العمل تكون مليئة بالمزاح والمحادثات الترفيهية بشكل مستمر.